# NGC 5023
NGC 5023 هي مجرة حلزونية تقع في كوكبة السلوقيان (كوكبة). وهو يعتبر عضوا في مجموعة M51 على الرغم من أنه في الواقع معزول نسبيا عن المجرات الأخرى. يبعد حوالي 49,000 سنة ضوئية ويحتوي على أكثر من 200 النجوم مع حجم واضح أكبر من 23,5.

## وصلات خارجية
- NGC 5023 على موقع ويكي سكاي: DSS2, SDSS, GALEX, IRAS, Hydrogen α, X-Ray, Astrophoto, Sky Map, Articles and images